# Michel Estephan
Michel Estephan (arab. ‏ميشال اسطفان‎; ur. 15 marca 1959) – libański judoka. Olimpijczyk z Los Angeles 1984, gdzie zajął osiemnaste miejsce w wadze ekstralekkiej.

## Letnie Igrzyska Olimpijskie 1984
| Konkurencja | Eliminacje                  | Klas. końcowa |
| Konkurencja | Przeciwnik I                | Miejsce       |
| ----------- | --------------------------- | ------------- |
| 60 kg       | Abdel Hamid Slimani (MAR) P | 18.           |